# Nueva York de La Mancha
El término «Nueva York de La Mancha» es una forma toponímica popular de referirse a la ciudad española de Albacete, la urbe ampliamente más grande y más poblada de la comunidad autónoma de Castilla-La Mancha y, en términos aún más amplios, la capital más poblada de la Submeseta Sur tras Madrid, la capital de España, y una de las ciudades de interior más pobladas de España.
El término fue acuñado por primera vez a finales del siglo XIX, cuando el escritor, novelista, ensayista y crítico literario Azorín describió en un poema a la ciudad de Albacete como el «Nueva York de La Mancha» por su progreso y modernidad: sus altos y modernos edificios, su fuerte desarrollo industrial con grandes y majestuosas fábricas, y su potente alumbrado, extraordinario en aquella época.